# Pap Ferenc (tanító)
Pap Ferenc (Szilsárkány, 1841. szeptember 7. – Kemenesmagasi, 1911. július 22.) evangélikus tanító.

## Élete
Földműves szülők gyermeke. Iskoláit a soproni evangélikus gimnáziumban és tanítóképzőben végezte. 1858-ban elment segédtanítónak Farádra. Működött Káldon, majd Doroszlón, folytonosan önművelés alapján gyarapítván ismereteit. 1867-ben a nemesmagasi (Vas megye) evangélikus anyagyülekezet hívta meg a felsőbb osztályok tanítójául. Itt folytatta tanítói munkásságát. Doroszlóban és Nemesmagasiban iskolai könyvtárt alapított és azt gyarapította. A tanítógyűléseken értekezletei köztetszésben részesültek.
Cikke a Néptanítók Lapjában (1870. A hazai földrajz tanmódja).

## Munkája
- Tankönyv a népiskolák felsőbb osztályai számára. A dunántúli ágostai hitvallású evangel. egyházkerület által népiskolai tankönyvül elfogadva. (I. Földrajz, II. Magyarország története, III. Alkotmánytan, IV. Keresztény egyháztörténet, V. Természetismeret, VI. Gazdasági ismeretek, VII. Magyar nyelvtan). Pápa, 1877. (Ism. Prof. Egyh. és Isk. Lap 1878. 2. kiadás. Uo. 1878. 3. kiadás. Budapest, 1879., 4. k. 1884., 5. jav. ki. 1889., 6. jav. k. 1891. Uo.).